# Le silence des églises
Le silence des églises je francouzský dramatický televizní film z roku 2013, který režíroval  Edwin Baily. Snímek měl světovou premiéru na filmovém festivalu v Luchonu.

## Děj
Gabriel je mladý muž, rozvedený, otec šestiletého syna, momentálně bez práce, ale jinak bez zjevných problémů. Jednoho dne je nečekaně konfrontován s bolestivou vzpomínkou z dětství. Jako dítě byl zpěvákem v chlapeckém sboru a byl sexuálně zneužíván knězem, otcem Vinceym. Nejprve je odhodlaný k násilné pomstě, ale postupně se rozhodně podat žalobu a svědčit u soudu proti charismatickému duchovnímu, který byl do té doby pod ochranou svých nadřízených.

## Obsazení
| Robin Renucci      | otec André Vincey                |
| Robinson Stévenin  | Gabriel Goffin, dospělý          |
| Florian Vigilante  | Gabriel Goffin, dítě             |
| Astrid Whettnall   | Sophie Goffin, Gabrielova matka  |
| Sandrine Blancke   | slečna Simart, učitelka kreslení |
| Baptiste Mazuel    | Romain Goffin, Gabrielův syn     |
| Bernard Eylenbosch | otec Daubresse                   |
| Éric De Staercke   | biskup Peyrac                    |
| Gallian Cassart    | Thomas                           |
| Flora Thomas       | Anna, Gabrielova bývalá manželka |
| Isaac Van Dessel   | Denis Pourveur                   |
| Bruno Georis       | Denisův otec                     |
| Fabienne Loriaux   | Denisova matka                   |

## Ocenění
- Festival televizní tvorby v Luchonu: nejlepší scénář, nejlepší filmová hudba, cena diváků